# 丽水树蛙
丽水树蛙（学名：Zhangixalus lishuiensis）一种于中华人民共和国浙江省丽水市发现的两栖动物，隶属于树蛙科张树蛙属。其种加词“lishuiensis”意为“丽水的”。

## 形态特征
丽水树蛙雄蛙体长34.2～35.8毫米，雌蛙体长45.9毫米左右。身体皮肤较光滑，背部呈纯绿色，无斑或散有稀疏的浅蓝绿色细点；胯部及股后方、趾、指腹面、指端、趾端、蹼均为金黄色；咽喉部白色，体腹部为金黄色。

## 保护
本种于2023年被收录入《有重要生态、科学、社会价值的陆生野生动物名录》。